# Tineola capnogramma
Tineola capnogramma är en fjärilsart som beskrevs av Edward Meyrick 1922. Tineola capnogramma ingår i släktet Tineola och familjen äkta malar. Inga underarter finns listade i Catalogue of Life.